# Mallonia pauper
Mallonia pauper là một loài bọ cánh cứng trong họ Cerambycidae.